# حسین‌آباد سیستانی‌ها
حسین آبادسیستانیها، روستایی از توابع بخش فندرسک شهرستان رامیان در استان گلستان ایران است.

## جمعیت
این روستا در دهستان فندرسک جنوبی قرار دارد و براساس سرشماری مرکز آمار ایران در سال ۱۳۸۵، جمعیت آن ۶۶۵ نفر (۱۵۷خانوار) بوده‌است.